# Ростовский, Александр Андреевич
Александр Андреевич Ростовский (1767 или 1770—1830) — генерал-майор русской императорской армии, герой сражения при Прейсиш-Эйлау.

## Биография
Родился в 1767 или 1770 году. Его отец, Андрей Несторович (1735—?), происходил из дворян Симбирской губернии; вышел в отставку прапорщиком, был заседателем Спасского уездного суда; был женат на дочери подполковника, дворянке Вере Дмитриевне Сумароковой. Кроме Александра в семье родились: Иван (1764—?), Евграф (1781—?), Елизавета (1782—?). Этот род был внесён в 6-ю часть дворянской родословной книги Казанской губернии по определениям Казанского дворянского депутатского от  марта 1791 и 26 октября 1851 года и утверждён указом Герольдии 28 июня 1853 года.
В военную службу был записан в 1779 году в кавалерию. Произведённый в 1786 году в первый офицерский чин Ростовский был зачислен в Рижский драгунский полк, в котором и провёл почти всё время своей военной службы. В 1794 году произведён в премьер-майоры и в 1798 году — в подполковники. 17 апреля 1799 года был назначен командиром этого полка и 17 июля того же года получил чин полковника. 7 мая 1800 года уволен в отпуск, но уже 13 октября вернулся к полку. 5 апреля 1801 года Ростовский по неизвестным причинам вышел в отставку. 12 ноября 1803 года вновь возвращён на службу к своей прежней должности.
Во главе Рижского драгунского полка он в 1806—1807 годах принимал участие в военных действиях против французов в Восточной Пруссии и 13 декабря 1806 года награждён золотой шпагой с надписью «За храбрость». 26 апреля 1807 года он был удостоен ордена св. Георгия 4-й степени (№ 749 по кавалерскому списку Судравского и № 1763 по списку Григоровича — Степанова)
В воздаяние отличного мужества и храбрости, оказанных в сражении против французских войск 26 и 27 января при Прейсиш-Эйлау, где с Рижским драгунским полком врубился в неприятеля, побил его и взял много в плен.
Через месяц, 24 мая, Ростовский был произведён в генерал-майоры. 26 декабря того же года Ростовский сдал свой полк новому командиру генерал-майору М. Д. Балку и был зачислен по армейской кавалерии.
Во время Отечественной войны Ростовский занимался подготовкой пополнений и ремонтированием конского состава для действующей армии и в военных действиях участия не принимал.
В 1818 году вышел в отставку и поселился в Казани, где и скончался 20 августа (1 сентября) 1830 года.

## Семья
Был женат на дочери генерал-майора Любови Ермолаевне Великопольской. Их дети:
- Надежда (?—?), замужем за Николаем Николаевичем Воецким
- Андрей (1810—1871), директор училищ Санкт-Петербургской губернии, действительный статский советник
- Наталья (?—?), замужем за Владимиром Алексеевичем Жуковым
- Вера (ок. 1815 — 1889), замужем за Дмитрием Николаевичем Рычковым, правнуком П. И. Рычкова. Их дочь Любовь стала женой химика В. В. Марковникова
- Владимир (1816—?)
- Михаил (1817—?), действительный статский советник.